# Лос, Гельмут
Гельмут Вильгельм Арно Альфред Лос (нем. Helmut Wilhelm Arno Alfred Looß; 31 мая 1910, Айзенах, Германская империя — 25 ноября 1988, Лилиенталь, ФРГ) — оберштурмбаннфюрер СС, командир зондеркоманды 7a, входившей в состав айнзацгруппы B, сотрудник Главного управления имперской безопасности.

## Биография
Гельмут Лос был вторым ребёнком в семье стекольщика. Он ходил в народную школу и впоследствии в общеобразовательную школу, которая дала ему возможность после семи лет обучения во времена Веймарской республики получить аттестат зрелости. Кроме того, эта школа имела статус педагогического университета. В будущем это помогло ему после Второй мировой войны стать учителем и скрыться. В 1930 году окончил школу.
В том же году Лос поступил в университет  Берлина, где изучал юриспруденцию в течение двух семестов. В дальнейшем учился в университете Кёнигсберга, где помимо права в течение двух семестров изучал философию. После того как закончил три семестра по праву в Кёнигсберге два семестра изучал государственную философию в университете Гёттингена. Будучи студентом, он быстро стал членом правых студенческих групп и активно участвовал в народном движении. Лос зарабатывал себе на жизнь в качестве преподавателя на дому и провинциального учителя. Во время пребывания в Берлине и Гёттингене вступил в национал-социалистический студенческий союз. Обучение Лос не завершил.
К приходу нацистов к власти Лос возглавлял ведомство по политическому воспитанию для студенческого сообщества в Кёнигсберге. В 1933 году был зачислен в ряды СС (№ 84613). 1 мая 1937 году вступил НСДАП (билет № 4863389). Кроме того, Лос выступал в качестве оратора-пропагандиста в школах.
В 1935 году в своём родном городе Айзенахе был назначен руководителем управления народного здравоохранения. 30 января 1935 года вышел из евангелической церкви и стал выступать оратором от немецкого движения веры, отвергавшего христианские понятия. Когда это движение было ограничено, он вышел из него и поступил на службу в секцию СД «Норд», где выступал в качестве антирелигиозного оратора.
9 ноября 1937 года получил звание унтерштурмфюрера СС на службе в управлении СД в Берлине. После перевода в главное отделение СД в его сферу деятельности входили церковные вопросы и политический католицизм. В 1938 году он выразил свои религиозные воззрения в открытом письме «Борьба церкви за Тюрингию» и в своих трудах «Праздники и виды торжеств на немецкой территории» и «Вера немецких рабочих».
После начала Второй мировой войны занимал руководящий пост в отделе VI E (идейно-политические противники за рубежом) главного управления имперской безопасности (РСХА). В августе 1942 года был переведён в качестве главного уполномоченного СД в Рим к полицейскому атташе Герберту Капплеру. В Риме у Лоса было бюро в немецком посольстве. Лос также должен был установить контакты в Ватикане и собирать информацию, однако он не смог выполнить свою задачу, предположительно, из-за того, что он был известен в Ватикане как церковный советник РСХА.
В декабре 1942 года был откомандирован в ведомство полиции безопасности и СД в Киеве. С февраля по май 1943 года находился на службе у командира СД в Харькове, затем в Днепропетровске. В мае 1943 года был переведён в Смоленск и до 31 мая 1944 года возглавлял зондеркоманду 7a в составе айнзацгруппы B. После провала наступательной операции «Цитадель» зондеркоманда 7a двинулась по направлению на запад. В сентябре подразделение вместе с зондеркомандой 7c участвовало в убийстве 700 человек, в основном нетрудоспособных граждан, женщин и детей в тюрьме Рославля. С осени 1943 года зондеркоманда проводила антипартизанские операции в Бобруйске. При этом «команда по охоте на партизан» проводила «очищающие операции», в ходе которых многочисленные гражданские лица были застрелены или сожжены в своих домах. С марта 1944 года зондеркомандой проводились  массовые расстрелы в тюрьме Бобруйска. Весной 1944 года зондеркоманда была ответственна за угон десятков тысяч граждан в лагерь смерти Озаричи, где они были классифицированы как «бесполезные едоки».
В июле 1944 года Лос был переведён в Италию в 16-ю моторизованную дивизию СС «Рейхсфюрер СС», оборонявшую Готскую линию. В этой дивизии он отвечал за борьбу с партизанским движением в тыловом районе, что означало также и уничтожение мирного населения. Командир дивизии группенфюрер СС Макс Зимон поручил ему в августе 1944 года планирование борьбы с партизанами, чем Лос вместе с генеральным штабом дивизии занимался. Таким образом, он в значительной степени был ответственным за массовые убийства гражданских лиц в Фивиццано и Сант'Анна ди Стацемма.

### После войны
По окончании войны Лосу удалось скрыться. С сентября 1945 года жил под именем Гельмут Геззерт в Везермюнде. Во время прохождения денацификации он утверждал, что был классифицирован как непригодный для военной службы на фронте из-за травмы, полученной в 1939 году. По его словам, он также никогда не был членом нацистской партии и СС и говорил, что был нанят на работу Паулем Шульце-Наумбургом и во время войны занимался организацией работы для Шульце-Наумбурга. В качестве рекомендации он указывал на места и лиц, находившихся в советской зоне оккупации, поэтому их трудно было проверить.
С 1946 по 1947 год посещал курсы для будущих учителей начальной школы на педагогоическом семинаре в Бремене. После получения диплома в 1948 году был принят на работу в качестве внештатного учителя и с 1952 года работал в школе.
Тем временем сотрудники правоохранительных органов узнали о нём в ходе судебных процессов над Максом Зимоном и Вальтером Редером. Несмотря на серьёзные основания, он избежал обвинения, потому что, согласно свидетельским показаниям, он умер в конце войны, и достоверность этого заявления не перепроверялась.
В 1954 году раскрыл свою настоящую личность в письме тогдашнему бременскому сенатору по образованию Вилли Денкампу. Последующие расследования его прошлого в РСХА не обременяли его, поэтому Бремен не принимал никаких дисциплинарных мер. Только его фамилия в личном деле была изменена на «Лос».
В результате Лос продолжил работать учителем в школе Бремена в районе Хорн. В 1961 году безуспешно баллотировался на выборах в бундестаг от СвДП. В конце 1960-х годов вышел в отпуск, когда правоохранительные органы Германии начали интересоваться им в связи с его деятельностью на Восточном фронте. В 1968 году был допрошен в бременской прокуратуре в отношении его руководства зондеркомандой 7a. В 1969 году земельный суд Бремена приостановил его преследование из-за срока давности, хотя его причастность к незаконному убийству большого числа людей считалось  доказанной. В 1975 году вышел на пенсию. В 1988 году Лос умер без предъявления обвинения.